# Eraserheads
Gli Eraserheads sono un gruppo rock filippino formatosi nel 1989. La band si è sciolta nel 2002 e poi si è riattivata nel periodo 2008-2009 e di nuovo dal 2012.

## Formazione
- Ely Buendia - voce, chitarra
- Buddy Zabala - basso, cori
- Marcus Adoro - chitarra, cori
- Raimund Marasigan - batteria, percussioni, cori

## Discografia

### Album studio
- 1993 – Ultraelectromagneticpop!
- 1994 – Circus
- 1995 – Cutterpillow
- 1996 – Fruitcake
- 1997 – Sticker Happy
- 1999 – Natin99
- 2000 – Carbon Stereoxide

### Album dal vivo
- 2008 – Eraserheads: The Reunion Concert 08.30.08
- 2009 – Eraserheads: The Final Set 03.07.09

### EP
- 1991 – Pop U!
- 1996 – Fruitcake
- 1997 – Bananatype
- 2003 – Please Transporse

### Raccolte
- 1998 – Aloha Milkyway
- 2000 – Eraserheads: The Singles
- 2004 – Eraserheads: Anthology
- 2007 – Eraserheads: Anthology 2